# One Day at a Time (2017)
One Day at a Time war eine US-amerikanische Sitcom aus dem Jahr 2017. Sie war ein Remake bzw. Reboot der gleichnamigen Serie, die von 1975 bis 1984 auf CBS ausgestrahlt wurde. Netflix veröffentlichte alle 13 Folgen der ersten Staffel am 6. Januar 2017. Im März 2017 verlängerte Netflix die Serie um eine 13-teilige zweite Staffel, die am 26. Januar 2018 veröffentlicht wurde. Am 8. Februar 2019 startete bei Netflix eine 3. Staffel mit 13 Folgen.
Im März 2019 wurde die Serie von Netflix nach drei Staffeln beendet. Der Pay-TV-Sender Pop ließ  eine vierte Staffel produzieren, die am 24. März 2020 dort Premiere hatte. Danach wurde die Serie eingestellt.

## Handlung
Die kubanisch-amerikanische Familie Alvarez besteht aus Penelope, einer frisch getrennten ehemaligen Militärsanitäterin, ihren zwei Kindern Elena und Alex sowie ihrer Mutter Lydia. Sie wohnen zusammen in einer Mietwohnung in Los Angeles. Der Vermieter Schneider wohnt im selben Haus und ist ein sehr guter Freund der Familie.

## Hauptfiguren
Penelope Alvarez
Penelope ist eine allein erziehende Mutter von zwei Kindern (Alex und Elena). Nachdem sie sich von ihren Mann Victor getrennt und auch als Soldatin ausgetreten ist, muss sie ihr Leben wieder auf die Reihe bekommen. Sie wohnt mit ihrer Mutter Lydia in einer Wohnung und arbeitet in einer Praxis als Krankenschwester. Penelope hat in der Zeit bei der Armee vieles erlebt, hat eine Verletzung an der Schulter und Trauma und Panik-Attacken deswegen. Aber ihre Freunde und Familie unterstützen sie immer und helfen ihr dabei, alles zu verarbeiten.
Lydia Riera
Lydia ist die Mutter von Penelope und die Oma von Alex und Elena. Sie ist als Jugendliche von Kuba nach Amerika gebracht worden und erzählt gerne davon. Sie hat früher Tanzstunden gegeben und jetzt hilft sie ihre Tochter mit der Erziehung der Kinder. Lydia ist eine sehr temperamentvolle und lebensfrohe Frau, Tradition ist ihr sehr wichtig und sie ist auch sehr religiös. Nach einem Herzinfarkt in den letzten Staffeln achtet sie mehr auf ihre Gesundheit. Zudem schrieb sie eine Liste mit Sachen, die sie noch machen möchte, bevor sie nicht mehr am Leben ist.
Elena Alvarez
Elena ist anders als andere Mädchen, sie mag es nicht Kleider anzuziehen oder sich zu schminken. Sie setzt sich für Umwelt, Frauenrechte und vieles mehr ein. In der ersten Staffel hat Elena ihr Coming-out. Ihre Familie unterstützt hat sie dabei und akzeptiert sie. In den letzten Staffeln hat sie ihre erste Freundin namens Syd.
Alex Alvarez
Alex ist cool, hat einen lässigen Stil und viele Freunde und er ist der Liebling von seiner Oma. Auf der anderen Seite lässt er sich von seinen Freunden zu schlechten Sachen wie Rauchen überreden. Er wurde von seiner Mutter bei einem Bong-Festival erwischt und bekam dafür einem Monat Hausarrest. Alex ist sehr liebevoll und hilfsbereit zu seinen Mitmenschen und unterstützt sie immer.
Pat Schneider
Schneider ist der Vermieter der kubanischen Familie. Er will zu der Familie gehören und deswegen ist er immer zum Essen da, repariert Sachen für sie und ist der beste Freund von Penelope geworden. Aber er war nicht immer glücklich, Schneider ist nämlich Alkoholiker, sein Vater ist immer enttäuscht von ihm egal was er macht und als er es geschafft hat acht Jahre trocken zu bleiben, kam sein Vater zu Besuch und schenkte ihm eine Flasche Whiskey und dann hat alles wieder von vorne angefangen. Diesmal aber war die Alvarez Familie da, um ihm wieder auf die Beine zu helfen.

## Besetzung und Synchronisation
Die deutschsprachige Synchronisation wurde bei der Scalamedia in München erstellt. Die Dialogbücher verfassten Katharina Blum, Stephanie Kellner und Thomas Maria Lehmann, Dialogregie führten Solveig Duda, Stephanie Kellner und Gabrielle Pietermann.

### Hauptbesetzung
| Rolle                | Schauspieler       | Hauptrolle | Synchronsprecher                                            |
| -------------------- | ------------------ | ---------- | ----------------------------------------------------------- |
| Penelope Alvarez     | Justina Machado    | 1.01–      | Christine Stichler                                          |
| Lydia Riera          | Rita Moreno        | 1.01–      | Bettina Redlich                                             |
| Elena Alvarez        | Isabella Gomez     | 1.01–      | Maresa Sedlmeir                                             |
| Alex Alvarez         | Marcel Ruiz        | 1.01–      | Alexandros Chlupsa (Staffel 1) Ernst Kuhn (Staffel 2 bis 3) |
| Pat Schneider        | Todd Grinnell      | 1.01–      | Patrick Schröder                                            |
| Dr. Leslie Berkowitz | Stephen Tobolowsky | 1.01–      | Wolfgang Müller                                             |

### Nebenbesetzung
| Rolle          | Schauspieler       | Nebenrolle             | Synchronsprecher     |
| -------------- | ------------------ | ---------------------- | -------------------- |
| Lori           | Fiona Gubelmann    | 1.01–1.13              | Kathrin Hanak        |
| Carmen         | Ariela Barer       | 1.01–1.13              | Lea Kalbhenn         |
| Josh Flores    | Froy Gutierrez     | 1.08, 1.10, 1.11, 1.13 | Maximilian Belle     |
| Scott          | Eric Nenninger     | 1.01–3.13              |                      |
| Jill Riley     | Haneefah Wood      | 1.01–                  | Caroline Combrinck   |
| Pam Valentine  | Mackenzie Phillips | 1.01–                  | Carin C. Tietze      |
| Ramona         | Judy Reyes         | 1.01–                  | Angela Wiederhut     |
| Berto Riera ✝  | Tony Plana         | 1.01–3.13              | Michael Schwarzmaier |
| Nikki          | Jolie Jenkins      | 1.01–3.13              | Tatjana Pokorny      |
| Victor Alvarez | James Martínez     | 1.01–3.13              | Manou Lubowski       |
| Max Ferraro    | Ed Quinn           | 2.01–4.07              | Manfred Trilling     |
| Syd            | Sheridan Pierce    | 2.01–4.07              |                      |
| Beth           | Santina Muha       | 2.01–4.07              |                      |
| Cynthia        | Nicky Endres       | 3.01–4.07              |                      |
| Avery          | India de Beaufort  | 3.01–4.07              |                      |
| Mateo          | Alex Quijano       | 3.01–3.13              |                      |
| Nora           | Raquel Justice     | 4.01–4.07              |                      |

## Trivia
- Justina Machado, Rita Moreno und Isabella Gomez synchronisieren ihre Figuren in der spanischen Synchronfassung selbst.[5]